# Zelleria phillyrella
Zelleria phillyrella is een vlinder uit de familie van de stippelmotten (Yponomeutidae). De wetenschappelijke naam van de soort werd in 1868 gepubliceerd door Millière.